# Острова Кайман на летних Олимпийских играх 2004
Каймановы Острова принимали участие в Летних Олимпийских играх 2004 года в Афинах (Греция) в седьмой раз за свою историю, но не завоевали ни одной медали.

## Состав олимпийской сборной Каймановых Островов

### Плавание
Спортсменов — 1
В следующий раунд на каждой дистанции проходили лучшие спортсмены по времени, независимо от места занятого в своём заплыве.
Мужчины
| Спортсмен    | Соревнование   | Предварительные заплывы | Предварительные заплывы | Полуфиналы | Полуфиналы | Финал     | Финал     |
| Спортсмен    | Соревнование   | Результат               | Место                   | Результат  | Место      | Результат | Место     |
| ------------ | -------------- | ----------------------- | ----------------------- | ---------- | ---------- | --------- | --------- |
| Эндрю Маккай | 400 м комплекс | 4:32,38                 | 33                      |            |            | Не прошёл | Не прошёл |